# Paso de Hidalgo, Michoacán de Ocampo
Paso de Hidalgo är en ort i Mexiko.   Den ligger i kommunen Briseñas och delstaten Michoacán de Ocampo, i den centrala delen av landet, 400 km väster om huvudstaden Mexico City. Paso de Hidalgo ligger 1 532 meter över havet och antalet invånare är 3 338.
Terrängen runt Paso de Hidalgo är en högslätt. Runt Paso de Hidalgo är det ganska tätbefolkat, med 93 invånare per kvadratkilometer. Närmaste större samhälle är La Barca, 1,7 km norr om Paso de Hidalgo. Trakten runt Paso de Hidalgo består till största delen av jordbruksmark.